# Montigny-sous-Marle
 Montigny-sous-Marle  es una población y comuna francesa, en la región de Picardía, departamento de Aisne, en el distrito de Laon y cantón de Marle.

## Demografía
| 144 | 135 | 102 | 99 | 77 | 62 |
| Para los censos de 1962 a 1999 la población legal corresponde a la población sin duplicidades (Fuente: INSEE [Consultar]) |     |     |    |    |    |